# Транснаціоналізація
Транснаціоналіза́ція (від лат. транс "через, по ту сторону, на ту сторону") — процес посилення світової інтеграції у результаті глобальних операцій ТНК. Транснаціоналізм — є підпроцесом глобалізації, а в соціології і сусідніх з нею дисциплінах він означає зв'язок явищ, що виникають внаслідок соціальних взаємодій поза межами національних держав. Цей термін також застосовується більш необов'язково для глобальної діяльності компаній та неурядових організацій або, загалом, недержавних суб'єктів.
Відмінності між "транснаціоналізмом" і "інтернаціоналізмом" (програмним пунктом робочого руху) і "наднаціоналізмом" (міжнародно-правовим поняттям окремих форм наднаціонального союзу) повинні бути уважно розглянуті: "інтернаціоналізм" означає дії між державами / державними суб'єктами, "транснаціоналізм" "Про дії недержавних суб'єктів.
Транснаціоналізація — це якісно новий етап інтернаціоналізації господарського життя, який характеризується різким зростанням ролі зовнішніх факторів розвитку всіх держав і створення транснаціонального капіталу.
Транснаціоналізація — переміщення капіталу з країн з його відносним надмірною кількістю в країни, де він знаходиться в дефіциті, але в надлишку є інші фактори виробництва (праця, земля, корисні копалини), які не можуть бути раціонально використані в відтворювальних процесах через брак капіталу.
Транснаціоналізація господарського життя — процес посилення ролі  транснаціональних корпорацій (ТНК) у світовій економіці.

## Транснаціональна міграція
Підхід до транснаціональної міграції обговорювався в дослідженнях з 1990-х років. Раніше «прості» мігранти, які постійно змінювали своє місце проживання (наприклад, європейські емігранти в США), переїжджають до своїх «будинків» після тривалого перебування (наприклад, заробітчан) та мігранти діаспори, які пов'язані з групою / установою (наприклад, релігійно мотивовані, виключені), і які часто живуть в ізольованих соціальних групах. Переселенці характеризуються регулярною зміною місця проживання між двома адміністративними (переважно державними) кордонами.
Ця концепція підриває нову основу в тому, що на додаток до чистих факторів поштовху / потягу та історично-структурних фонів, мігранти сприймаються як суб'єкти, чиї рішення вбудовані в плюрилокальні мережі і сприймаються як результат (психічних та фізичних) витрат. Найвідомішим і найбільш дослідженим прикладом транснаціональної міграції є міграція мільйонів мексиканців між Мексикою і США. [2]
Аналіз міграції як транснаціонального явища зосереджується на транснаціональній діяльності мігрантів на політичному, економічному та соціально-культурному рівнях. Прикладами соціально-культурної транснаціональної діяльності є візити та підтримка контактів з родиною та друзями в країні еміграції або членство в соціальних організаціях країни еміграції [3].